# سرود (ترانه پیت‌بول)
«سرود» (The Anthem) تک‌آهنگی از پیت‌بول، لیل جان است که در سال ۲۰۰۷ میلادی منتشر شد.